# Ngamaba-Mfilou
Ngamaba-Mfilou – miasto w Kongu; w regionie Kouilou; 15 tys. mieszkańców (2006). Przemysł spożywczy, włókienniczy.